# Appointment with Death (album)
Pour les articles homonymes, voir Appointment with Death.
Albums de Lizzy Borden
Deal with the Devil
(2000)
Appointment with Death est le sixième album de Lizzy Borden, sorti en 2007 sous le label Metal Blade Records.

## Liste des titres
1. Abnormal (Andersson, Borden, Scott) - 5:12
2. Appointment with Death (Andersson, Borden, Scott) - 3:47
3. Live Forever (Andersson, Black, Borden, Scott) - 5:00
4. Bloody Tears (Andersson, Black, Borden, Scott) - 4:48
5. The Death of Love (Andersson, Black, Borden, Scott) - 5:17
6. Tomorrow Never Comes (Andersson, Black, Borden, Scott) - 4:22
7. Under Your Skin (Borden) 5:06
8. Perfect World (I Don't Wanna Live) (Andersson, Black, Borden, Scott) - 4:52
9. Something's Crawlin (Andersson, Borden, Scott) - 5:43
10. (We Are) The Only Ones (Andersson, Black, Borden, Scott) - 4:03
11. The Darker Side (Borden) - 6:19

## Composition du groupe
- Lizzy Borden - chants
- Joey Scott - batterie
- Ira Black - guitare
- Mårten Andersson - basse

### Musiciens additionnel
- George Lynch - guitare
- Dave Meniketti - guitare
- Corey Beaulieu - guitare
- Jonas Hansson - guitare, claviers
- Erik Rutan - guitare
- Adam Cameron - guitare
- Zane - guitare
- Michael T. Ross - claviers
- Marliese Quance - chants